# شرم کلارک
شرم کلارک (انگلیسی: Sherm Clark؛ ۱۶ نوامبر ۱۸۹۹ – ۸ نوامبر ۱۹۸۰) قایقران روئینگ اهل ایالات متحده آمریکا بود.
وی در مسابقات کشوری و بین‌المللی در مجموع برندهٔ ۱ مدال طلا، ۱ مدال نقره شده‌است.